# Sygehusapoteksbestyrer
En sygehusapoteksbestyrer eller hospitalsapoteksbestyrer er en midlertidigt indsat person, der fungerer som overordnet leder af et sygehusapotek.
Når bevillingen til at drive et sygehusapotek bliver ledig og den pågældende sygehusapoteker går af, skal der indsættes en sygehusapoteksbestyrer til at drive sygehusapoteket, indtil en ny sygehusapoteker bliver udpeget af Farmakonomforeningen, Danmarks Apotekerforening og Pharmadanmark og udnævnt af Sundhedsministeriet.
I tilfælde af at en sygehusapoteker på grund af sygdom eller lignende er fraværende fra sit sygehusapotek i en sammenhængende periode på over tre måneder, skal der ligeledes indsættes en midlertidig sygehusapoteksbestyrer.
Sygehusapoteksbestyrere er – ligesom sygehusapotekere – underlagt Sundhedsvæsenets Patientklagenævn og samlet i Dansk Selskab for Sygehusapoteker.
| Apoteksvæsen | Spire Denne artikel om apoteksvæsen er en spire som bør udbygges. Du er velkommen til at hjælpe Wikipedia ved at udvide den. |